# Delphinium szowitsianum
Delphinium szowitsianum là một loài thực vật có hoa trong họ Mao lương. Loài này được Boiss. mô tả khoa học đầu tiên năm 1867.